# Tào Tiết (Hán Hiến Đế)
Hiến Mục Tào hoàng hậu (chữ Hán: 獻穆曹皇后; ? - 2 tháng 7, 260), là Hoàng hậu thứ hai của Hán Hiến Đế - vị Hoàng đế cuối cùng của nhà Hán trong lịch sử Trung Quốc.
Tuy là con gái của Tào Tháo, em gái Tào Phi, nhưng Tào Tiết nổi tiếng bởi sự trung thành với Hán Hiến Đế cũng như là với nhà Hán, khi liên tiếp phản đối cha và anh âm mưu soán Hán lập tự. Hành động "Ném tỷ trách huynh" của bà đi vào lịch sử.

## Thân thế
Hiến Mục Tào hoàng hậu, húy Tiết (節), người quận Tiêu, nước Bái, tổ phụ là Thái úy Tào Tung nhà Hán, thân phụ là Tào Tháo, khi ấy đang là người có thế lực nhất thiên hạ, khống chế Hán Hiến Đế, được phong Ngụy công (魏公). Không rõ mẹ bà là ai, thông thường đều xem mẹ bà là Biện phu nhân, trắc thất và là người phụ nữ được Tào Tháo xem trọng nhất.
Truyền thuyết kể rằng, vào giữa năm 196, khi Tào Tháo đón Hán Hiến Đế về Hứa Xương, Tào Tiết được Biện phu nhân sinh ra. Khi vừa lọt lòng thì bà không khóc, chỉ rơi lệ, Đinh phu nhân chính thất Tào Tháo cho là sẽ không may mắn, đem vứt ở vùng ngoại ô. Tào Tháo sau khi trở về, nghiêm khắc răn dạy Đinh phu nhân, sai người đi tìm con gái nhỏ, hơn một tháng lúc sau thì có một lão bạch y nhân đem đến cửa phủ họ Tào. Biện phu nhân thấy đứa bé có hai viên nốt chu sa, liền xác nhận là chính mình sở sinh. Hán Hiến Đế nghe câu chuyện, đích thân xem thực hư, thấy trước sân viện có cây tre, bèn nổi hứng ban tên là Tào Tiết (chữ Tiết 節 nghĩa là đốt tre).

## Nhập cung Hán

### Phong Phi lập Hậu
Năm Kiến An thứ 18 (213), Tào Tháo đưa Tào Tiết cùng chị là Tào Hiến (曹憲) và em là Tào Hoa (曹華) mang hiến vào hậu cung cho Hán Hiến Đế. Ban đầu, cả ba được phong chức Phu nhân. Năm thứ 19 (214), ba chị em được phong làm Quý nhân. Cùng năm đó Hoàng hậu Phục Thọ bị Tào Tháo giết hại. Năm sau (215), chính nguyệt, Quý nhân Tào Tiết được phong làm Hoàng hậu.
Năm Kiến An thứ 25 (220), Ngụy vương Tào Tháo mất, anh bà là Tào Phi lên nối ngôi Ngụy vương. Tháng 10 năm đó, Tào Phi ép Hán Hiến Đế thiện nhượng, kết thúc triều đại nhà Hán hơn 400 năm, lập ra triều Tào Ngụy. Tào Phi sai người tới hỏi em gái để lấy ngọc tỷ truyền quốc, Tào hoàng hậu oán thán mắng, nhất định không chịu đưa. Sau vì bị ép quá, Tào hoàng hậu ném  ngọc tỷ từ trên lầu xuống, khóc mắng Tào Phi:"Trời không phù hộ cho nhà ngươi đâu!". Bà tại vị Hoàng hậu được 7 năm.

### Sơn Dương công phu nhân
Sau khi thiện nhượng, Hán Hiến Đế bị phế làm Sơn Dương công, vì thế Tào Tiết trở thành Sơn Dương công phu nhân (山陽公夫人).
Tương truyền, khi Tào Tiết theo Hán Hiến Đế về Sơn Dương quốc, thấy bá tánh trôi giạt khắp nơi, bần bệnh cơ hàn, điền viên hoang vu, Tào Tiết vận động Hán Hiến Đế cởi hết y phục xa hoa, mang Bố y đơn sơ, vận dụng các tinh hoa Y thuật ở trong cung để cứu giúp dân chúng. Truyền thuyết này rất nổi tiếng ở Sơn Dương, cả hai được gọi là Long phụng y gia (龍鳳醫傢), hiện tại ở Bách Gia Nham Cảnh khu (百家岩景区), có bia đá khắc hình vẽ Hán Hiến Đế hành y đồ (汉献帝行医图). Cứ đến mùa khó khăn, vợ chồng Sơn Dương công lại cứu tế bách tính. Mấy năm sau, dân chúng được vợ chồng Sơn Dương công nuôi dưỡng thành đông đúc, vùng Sơn Dương trở nên trù phú, dân chúng hễ đến mùa đều dâng tặng sản vật địa phương cho hai vợ chồng bà.
Năm Cảnh Nguyên nguyên niên (260), tháng 6, ngày Kỷ Mùi (tức ngày 2 tháng 7 dương lịch), Sơn Dương công phu nhân Tào Tiết qua đời, không rõ bao nhiêu tuổi. Bà được hợp táng với Hán Hiến Đế tại Thiền lăng (禪陵) với thụy hiệu là Hiến Mục hoàng hậu (獻穆皇后), nghi lễ đều nhất nhất chiếu theo quy tắc an táng của Hoàng hậu nhà Hán.

## Tam Quốc diễn nghĩa
Tào hậu trong tiểu thuyết Tam quốc diễn nghĩa khá tương đồng với lịch sử. Nguyên lai là Quý nhân của Hán Hiến Đế, sau khi Tào Tháo sai người đánh trượng giết chết Phục hậu, bà được lập làm Hoàng hậu.
Sau, Tào Phi bức bách Hiến Đế thiện nhượng, Hiến Đế đem việc này báo cho Tào hậu biết. Khi ấy, Tào Hồng cùng Tào Hưu mang kiếm xông vào điện mời Hiến Đế ngự ra điện, Tào hậu quát tháo ầm ĩ, nói:"Các ngươi đều là bọn loạn tặc! Cha ta công cái hoàn khu, uy chấn thiên hạ, mà còn không dám soán trộm Thần khí. Nay anh ta Tự vị nhiều lần, còn muốn soán Hán, Hoàng Thiên tất không phù hộ!".